# لوئیس گارد
لوئیس گارد (انگلیسی: Lewis Gard؛ زادهٔ ۲۶ اوت ۱۹۹۹) بازیکن فوتبال اهل بریتانیا است.
از باشگاه‌هایی که در آن بازی کرده‌است می‌توان به باشگاه فوتبال ساوتند یونایتد اشاره کرد.